# Siêu cúp bóng đá châu Âu 2021
Trận Siêu cúp châu Âu 2021 là lần tổ chức thứ 46 của trận Siêu cúp châu Âu, trận đấu bóng đá thường niên do UEFA tổ chức và bao gồm hai đội đương kim vô địch của hai giải đấu cấp câu lạc bộ châu Âu chính, UEFA Champions League và UEFA Europa League. Trận đấu có sự xuất hiện của câu lạc bộ Anh Chelsea, đội vô địch của UEFA Champions League 2020-21 và câu lạc bộ Tây Ban Nha Villarreal, đội vô địch của UEFA Europa League 2020-21. Trận đấu được diễn ra tại sân vận động Windsor Park ở Belfast, Bắc Ireland vào ngày 11 tháng 8 năm 2021.
Chelsea thắng trận đấu 6–5 trên chấm luân lưu sau khi hòa 1–1 sau hiệp phụ để có danh hiệu Siêu cúp châu Âu thứ hai.

## Các đội bóng
| Đội        | Tư cách lọt vào                               | Các lần tham dự trước (in đậm thể hiện năm vô địch) |
| ---------- | --------------------------------------------- | --------------------------------------------------- |
| Chelsea    | Đội vô địch của UEFA Champions League 2020-21 | 4 (1998, 2012, 2013, 2019)                          |
| Villarreal | Đội vô địch của UEFA Europa League 2020-21    | Không có                                            |

## Lựa chọn địa điểm tổ chức

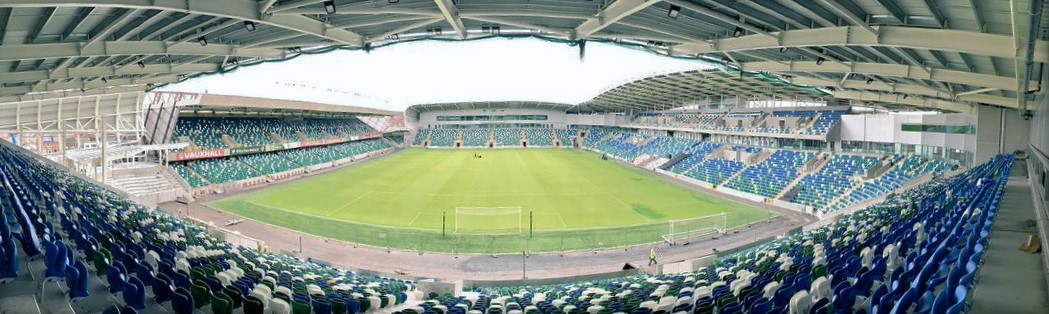
Sân vận động Windsor Park ở Belfast tổ chức trận đấu.

Quá trình xin đăng cai đã được UEFA khởi động vào ngày 28 tháng 9 năm 2018 để chọn địa điểm tổ chức các trận chung kết UEFA Champions League, UEFA Europa League và UEFA Women's Champions League trong năm 2021. Các hiệp hội có thời hạn đến ngày 26 tháng 10 năm 2018 để tham gia và hồ sơ đăng cai phải được gửi trước ngày 15 tháng 2 năm 2019.
UEFA đã thông báo vào ngày 1 tháng 11 năm 2018 rằng đã có bốn hiệp hội bày tỏ sự quan tâm trong việc đăng cai Siêu cúp châu Âu 2021, và đến ngày 22 tháng 2 năm 2019, cả bốn hiệp hội tham gia đăng cai đều đã nộp hồ sơ trước thời hạn.
| Quốc gia    | Sân vận động              | Thành phố | Sức chứa | Ghi chú |
| ----------- | ------------------------- | --------- | -------- | ------- |
| Belarus     | Sân vận động Dinamo       | Minsk     | 22.000   |         |
| Phần Lan    | Sân vận động Olympic      | Helsinki  | 36.000   |         |
| Bắc Ireland | Sân vận động Windsor Park | Belfast   | 18.434   |         |
| Ukraina     | Sân vận động Metalist     | Kharkiv   | 40.003   |         |

Sân vận động Windsor Park đã được Ủy ban điều hành UEFA lựa chọn trong cuộc họp tại Ljubljana, Slovenia vào ngày 24 tháng 9 năm 2019.

## Trước trận đấu

### Tổ trọng tài
Vào ngày 6 tháng 8 năm 2021, UEFA đã chỉ định trọng tài người Nga Sergei Karasev làm trọng tài chính cho trận đấu này. Karasev là trọng tài FIFA từ năm 2010 và đã tham gia điều khiển các trận đấu tại Giải vô địch bóng đá châu Âu 2016, Giải vô địch bóng đá thế giới 2018 và Giải vô địch bóng đá châu Âu 2020. Cùng với đó, hai đồng hương của ông là Igor Demeshko và Maksim Gavrilin đóng vai trò là các trợ lý trọng tài, trong khi trọng tài người Belarus Aleksei Kulbakov là trọng tài thứ tư. Trọng tài người Đức Marco Fritz được chọn làm trợ lý trọng tài video (VAR), trong khi Paweł Gil người Ba Lan và Massimiliano Irrati người Ý là hai trợ lý trọng tài VAR. Đồng hương của Irrati là Filippo Meli được chọn làm trợ lý trọng tài dự bị.

## Thông tin trận đấu

### Chi tiết
Đội vô địch Champions League được chỉ định là đội "nhà" vì mục đích hành chính.
| Chelsea                                                                 | 1–1 (s.h.p.) | Villarreal                                                   |
| ----------------------------------------------------------------------- | ------------ | ------------------------------------------------------------ |
| - Ziyech 27'                                                            | Chi tiết     | - Gerard 73'                                                 |
| Loạt sút luân lưu                                                       |              |                                                              |
| - Havertz - Azpilicueta - Alonso - Mount - Jorginho - Pulisic - Rüdiger | 6–5          | - Gerard - Mandi - Estupiñán - Gómez - Raba - Foyth - Albiol |

| Chelsea | Villarreal |

| GK               | 16            | Édouard Mendy       |       | 119' |
| CB               | 15            | Kurt Zouma          |       | 66'  |
| CB               | 14            | Trevoh Chalobah     |       |      |
| CB               | 2             | Antonio Rüdiger     | 44'   |      |
| RM               | 20            | Callum Hudson-Odoi  |       | 82'  |
| CM               | 7             | N'Golo Kanté (c)    |       | 65'  |
| CM               | 17            | Mateo Kovačić       |       |      |
| LM               | 3             | Marcos Alonso       |       |      |
| AM               | 22            | Hakim Ziyech        |       | 43'  |
| AM               | 29            | Kai Havertz         |       |      |
| CF               | 11            | Timo Werner         |       | 65'  |
| Dự bị:           |               |                     |       |      |
| GK               | 1             | Kepa Arrizabalaga   | PSO'  | 119' |
| DF               | 4             | Andreas Christensen |       | 66'  |
| DF               | 6             | Thiago Silva        |       |      |
| DF               | 21            | Ben Chilwell        |       |      |
| DF               | 24            | Reece James         |       |      |
| DF               | 28            | César Azpilicueta   |       | 82'  |
| DF               | 33            | Emerson             |       |      |
| MF               | 5             | Jorginho            |       | 65'  |
| MF               | 10            | Christian Pulisic   |       | 43'  |
| MF               | 19            | Mason Mount         |       | 65'  |
| FW               | 9             | Tammy Abraham       |       |      |
| FW               | 12            | Ruben Loftus-Cheek  |       |      |
| Huấn luyện viên: |               |                     |       |      |
| Thomas Tuchel    | Thomas Tuchel | Thomas Tuchel       | 45+1' |      |

| GK               | 1  | Sergio Asenjo    |      |     |
| RB               | 8  | Juan Foyth       |      |     |
| CB               | 3  | Raúl Albiol (c)  |      |     |
| CB               | 4  | Pau Torres       |      |     |
| LB               | 24 | Alfonso Pedraza  |      | 58' |
| CM               | 14 | Manu Trigueros   |      | 70' |
| CM               | 25 | Étienne Capoue   |      | 70' |
| CM               | 18 | Alberto Moreno   |      | 85' |
| RF               | 21 | Yeremi Pino      | 61'  | 91' |
| CF               | 7  | Gerard Moreno    |      |     |
| LF               | 16 | Boulaye Dia      |      | 86' |
| Dự bị:           |    |                  |      |     |
| GK               | 13 | Gerónimo Rulli   |      |     |
| DF               | 2  | Mario Gaspar     |      | 70' |
| DF               | 12 | Pervis Estupiñán |      | 58' |
| DF               | 15 | Jorge Cuenca     |      |     |
| DF               | 20 | Rubén Peña       |      |     |
| DF               | 22 | Aïssa Mandi      |      | 91' |
| MF               | 6  | Manu Morlanes    |      | 85' |
| MF               | 10 | Vicente Iborra   |      |     |
| MF               | 17 | Dani Raba        | 119' | 86' |
| MF               | 23 | Moi Gómez        |      | 70' |
| FW               | 9  | Paco Alcácer     |      |     |
| FW               | 34 | Fer Niño         |      |     |
| Huấn luyện viên: |    |                  |      |     |
| Unai Emery       |    |                  |      |     |

| Cầu thủ xuất sắc nhất trận đấu: Gerard Moreno (Villarreal) Trợ lý trọng tài: Igor Demeshko (Nga) Maksim Gavrilin (Nga) Trọng tài thứ tư: Aleksei Kulbakov (Belarus) Trợ lý trọng tài dự bị: Filippo Meli (Ý) Trợ lý trọng tài video: Marco Fritz (Đức) Hỗ trợ trợ lý trọng tài video: Paweł Gil (Poland) Massimiliano Irrati (Ý) | Luật trận đấu - 90 phút thi đấu chính thức. - 30 phút của hiệp phụ nếu tỷ số hòa sau thời gian thi đấu chính thức. - Loạt sút luân lưu nếu tỷ số vẫn hòa sau 30 phút hiệp phụ. - Mỗi đội có 12 cầu thủ dự bị. - Tối đa thay 5 cầu thủ, với cầu thủ thứ sáu được cho phép ở hiệp phụ. |

### Thống kê
| Thống kê           | Chelsea | Villarreal |
| ------------------ | ------- | ---------- |
| Bàn thắng ghi được | 1       | 0          |
| Tổng cú sút        | 6       | 5          |
| Cú sút trúng đích  | 3       | 1          |
| Cứu thua           | 1       | 2          |
| Kiểm soát bóng     | 61%     | 39%        |
| Phạt góc           | 4       | 2          |
| Phạm lỗi           | 5       | 6          |
| Việt vị            | 0       | 0          |
| Thẻ vàng           | 1       | 0          |
| Thẻ đỏ             | 0       | 0          |

| Thống kê           | Chelsea | Villarreal |
| ------------------ | ------- | ---------- |
| Bàn thắng ghi được | 0       | 1          |
| Tổng cú sút        | 8       | 5          |
| Cú sút trúng đích  | 3       | 3          |
| Cứu thua           | 2       | 3          |
| Kiểm soát bóng     | 50%     | 50%        |
| Phạt góc           | 2       | 3          |
| Phạm lỗi           | 3       | 4          |
| Việt vị            | 2       | 1          |
| Thẻ vàng           | 0       | 1          |
| Thẻ đỏ             | 0       | 0          |

| Thống kê           | Chelsea | Villarreal |
| ------------------ | ------- | ---------- |
| Bàn thắng ghi được | 0       | 0          |
| Tổng cú sút        | 7       | 1          |
| Cú sút trúng đích  | 1       | 0          |
| Cứu thua           | 0       | 1          |
| Kiểm soát bóng     | 59%     | 41%        |
| Phạt góc           | 3       | 0          |
| Phạm lỗi           | 2       | 5          |
| Việt vị            | 2       | 1          |
| Thẻ vàng           | 1       | 1          |
| Thẻ đỏ             | 0       | 0          |

| Thống kê           | Chelsea | Villarreal |
| ------------------ | ------- | ---------- |
| Bàn thắng ghi được | 1       | 1          |
| Tổng cú sút        | 21      | 11         |
| Cú sút trúng đích  | 7       | 4          |
| Cứu thua           | 3       | 6          |
| Kiểm soát bóng     | 56%     | 44%        |
| Phạt góc           | 9       | 5          |
| Phạm lỗi           | 10      | 15         |
| Việt vị            | 4       | 2          |
| Thẻ vàng           | 2       | 2          |
| Thẻ đỏ             | 0       | 0          |